# لارس والفتاة الحقيقية
لارس والفتاة الحقيقية (بالإنجليزية: Lars and the Real Girl)‏ هو فيلم كوميديا دراما أمريكي من إخراج كريغ غيليسبي سنة 2007، وبطولة كل من رايان غوسلينغ وإيميلي مورتيمير وكيلي غارنر وآخرين.

## القصة
«لارس» هو شاب لطيف ومهذب ومحبوب من الجميع، إلا أنه مُنعزل اجتماعيًا، الأمر الذي يجعله بلا صداقات أو علاقات بالجنس الآخر، حتى إنه يعيش بمفرده بالمِرأب الخاص بمنزل أخيه وزوجته، ولمّا كان لارس يشعر بالوحدة الشديدة، قرر أن يقوم بأمر لا يتوقعه أحد.
فبعد أن وجد زملاءه بالعمل يتصفحون مواقع إباحية تقوم ببيع دمى أقرب ما تكون إلى الحقيقة، لاستخدامها في أغراض جنسية، قرر هو شراء إحدى الدمى ولكن لاتخاذها صديقةً حميمة. ولعل ما كان غريبًا ومُثيرًا للجدل أكثر من الفكرة نفسها وتنفيذها، هو تصديقه فعلًا لأن تلك الدمى صديقة حقيقية، حتى إنه قام بتعريف أسرته عليها واصطحابها للعديد من الأماكن بالبلدة على اعتبارها حبيبته.
وهو ما جعل الجميع يتهمونه بالجنون، بينما رأت الطبيبة النفسية أن هذه هي وسيلة جيدة للعلاج وإخراجه من عزلته، والسماح له بمواجهة العالم ومن ثَمّ الانخراط به وهو ما حدث فعلًا فيما بعد، حيث أُعجب لارس بـ (مارجو) زميلته في العمل.

## روابط خارجية
- لارس والفتاة الحقيقية على موقع IMDb (الإنجليزية)
- لارس والفتاة الحقيقية على موقع ميتاكريتيك (الإنجليزية)
- لارس والفتاة الحقيقية على موقع روتن توميتوز (الإنجليزية)
- لارس والفتاة الحقيقية على موقع نتفليكس (الإنجليزية)
- لارس والفتاة الحقيقية على موقع قاعدة بيانات الأفلام العربية
- لارس والفتاة الحقيقية على موقع ألو سيني (الفرنسية)
- لارس والفتاة الحقيقية على موقع Turner Classic Movies (الإنجليزية)
- لارس والفتاة الحقيقية على موقع أول موفي (الإنجليزية)
- لارس والفتاة الحقيقية على موقع بوكس أوفيس موجو (الإنجليزية)
- لارس والفتاة الحقيقية على موقع فيلمافينيتي (الإسبانية)